# Bad Soden am Taunus
Bad Soden am Taunus település Németországban, Hessen tartományban. Lakosainak száma 23 174 fő (2023. december 31.).

## Népesség
A település népességének változása:
| Lakosok száma | 21 357 | 22 563 | 22 645 | 23 036 | 23 162 | 23 174 |
|               | 2012   | 2017   | 2019   | 2021   | 2022   | 2023   |